# Oberwittstadt

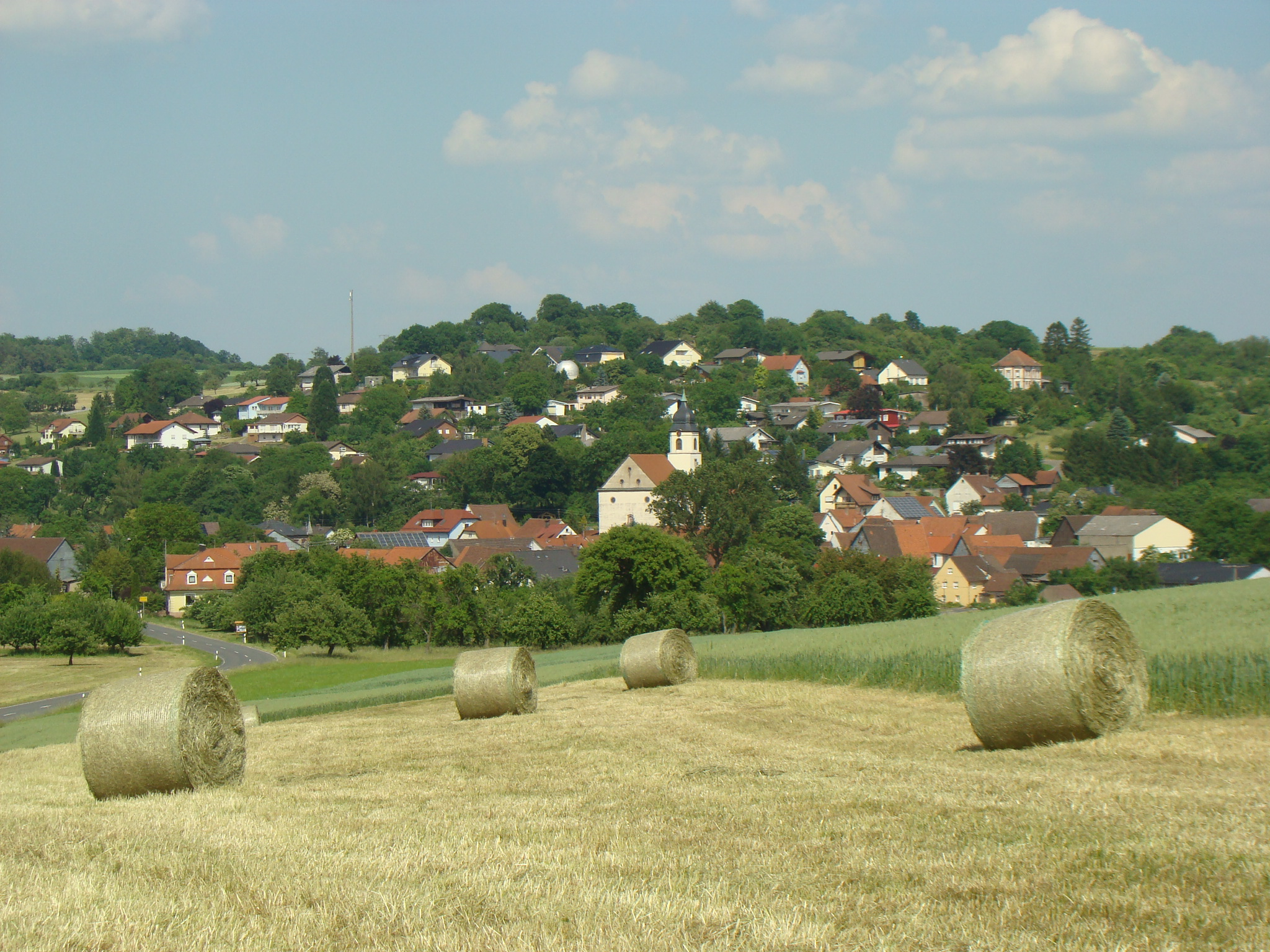
Blick auf Oberwittstadt

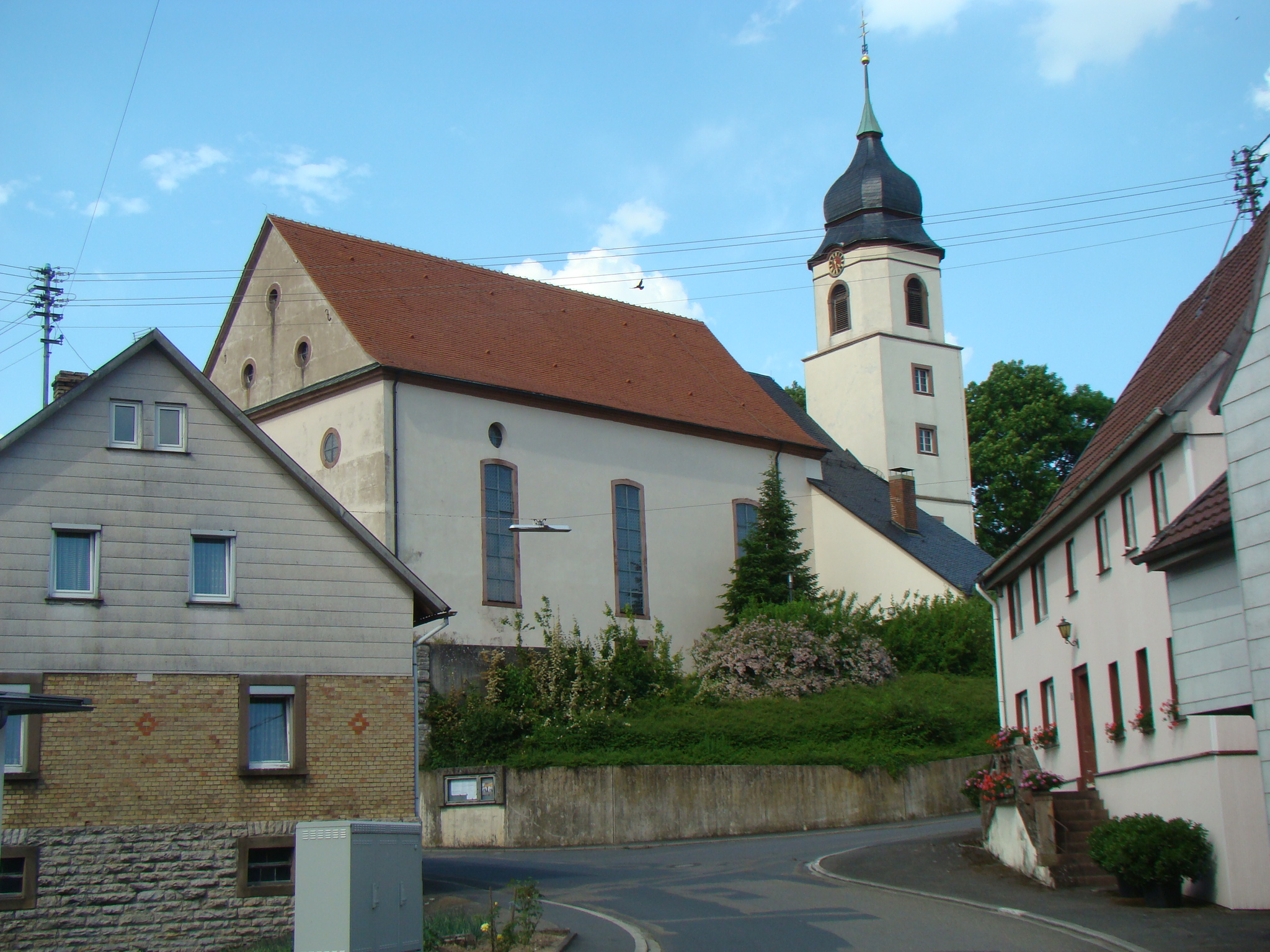
St. Peter und Paul

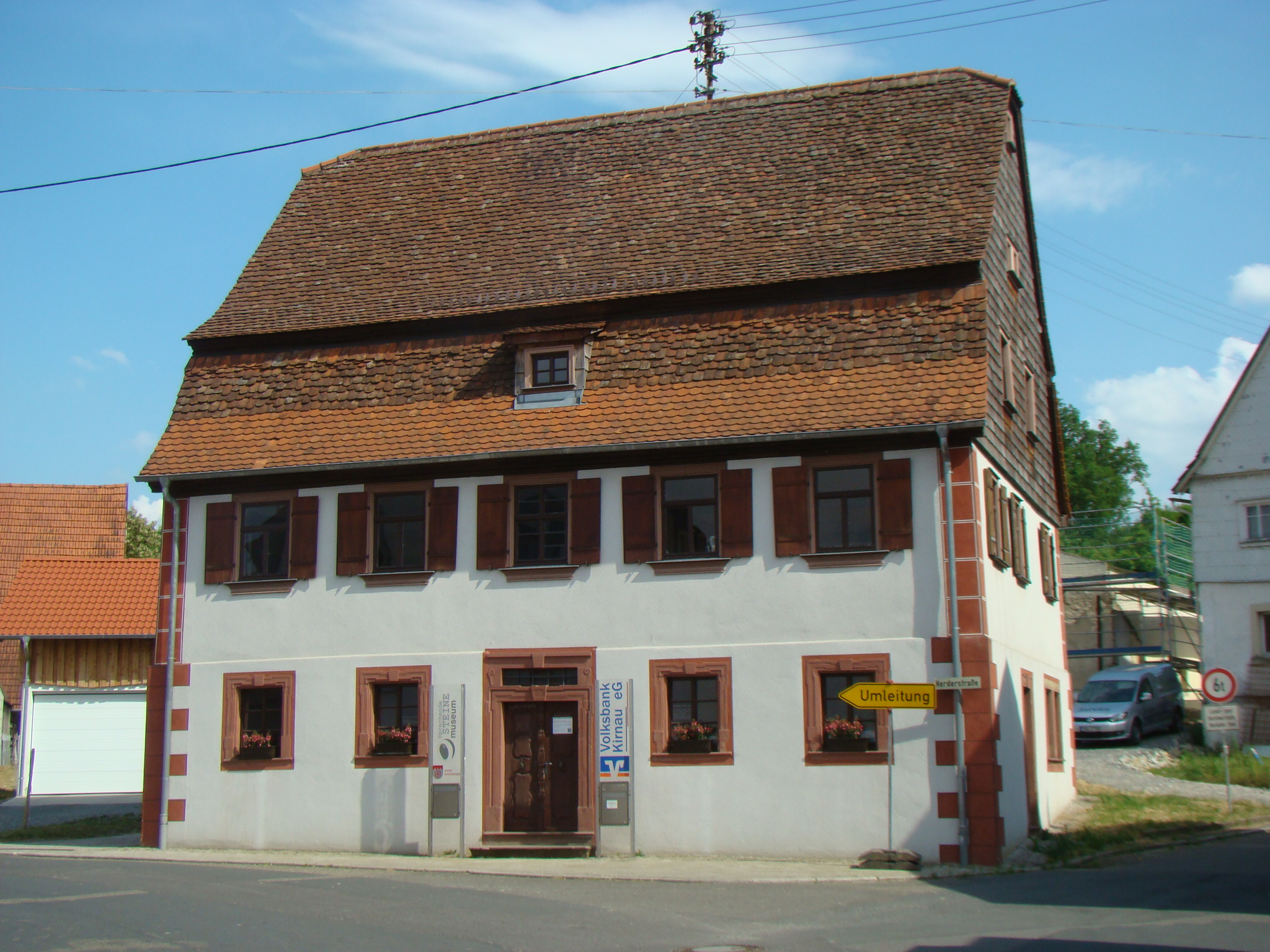
Heilighaus

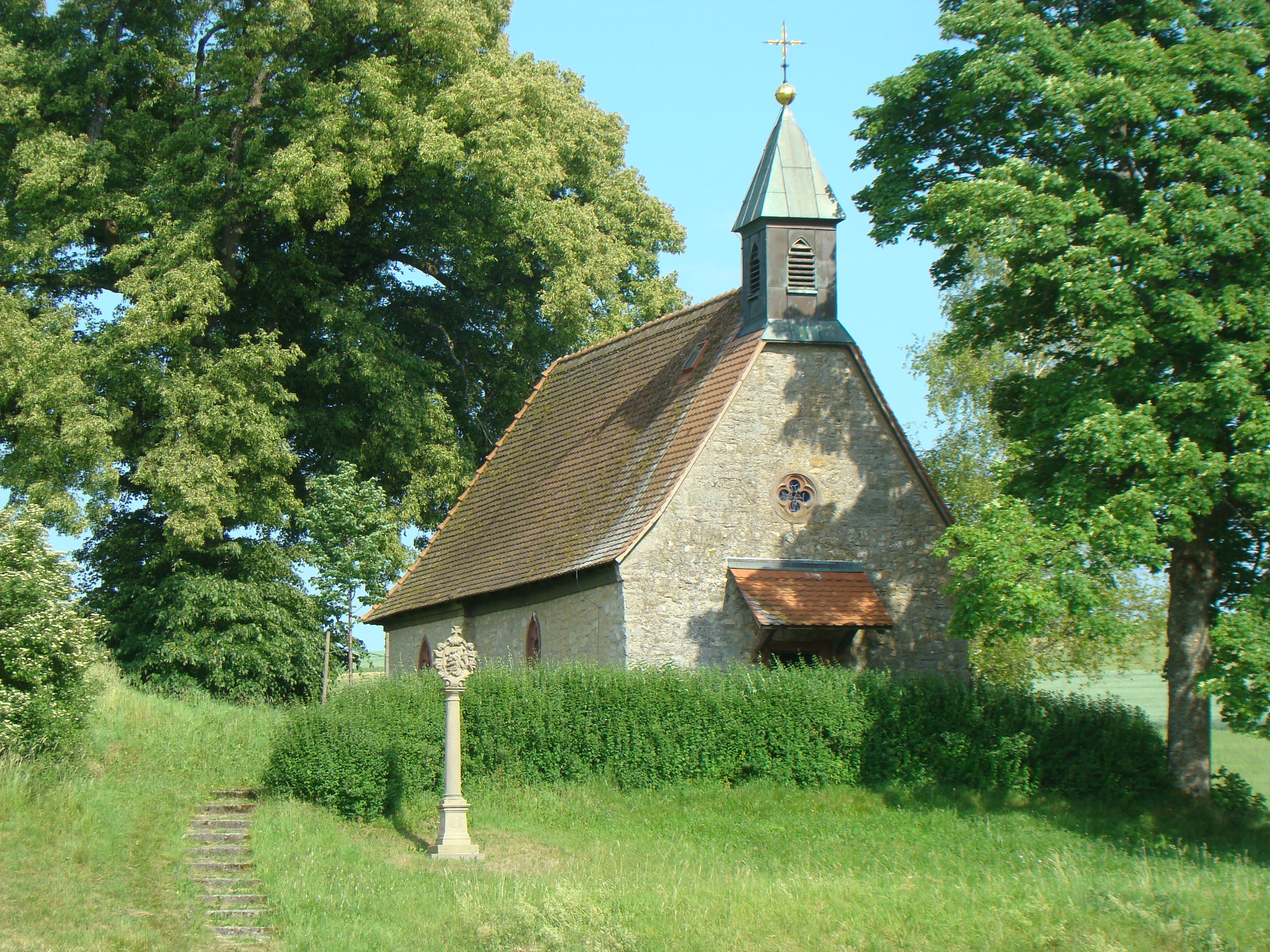
Bonifatius-Nothelfer-Kapelle

Oberwittstadt (im lokalen Dialekt: Wittscht) ist ein Stadtteil von Ravenstein im Neckar-Odenwald-Kreis in Baden-Württemberg. Am 31. Dezember 2021 betrug die Einwohnerzahl 565.

## Geographische Lage
Das dicht bebaute Haufendorf Oberwittstadt liegt ganz im Osten des Neckar-Odenwald-Kreises, angrenzend an den Main-Tauber-Kreis und den Hohenlohekreis, in einer Talweitung des Hasselbachs, der dem Erlenbach zufließt. An diesem liegt nahe der südlichen Gemarkungsgrenze der Wohnplatz Heckmühle, östlich des Dorfes im Tal eines anderen indirekten und höheren Erlenbach-Zuflusses der ebenfalls zugehörige Weiler Schollhof.

## Geschichte
Die ersten Spuren von Besiedlung stammen aus der Jungsteinzeit und sind mit einem Steingerät aus Hornstein belegt. Nachdem die Franken im 6. Jahrhundert das Gebiet besiedelten, wurde Oberwittstadt im Dreißigjährigen Krieg fast völlig zerstört. Die erste schriftliche Erwähnung des Orts erfolgte 774 im Lorscher Codex als Witegenstat anlässlich einer Schenkung durch einen Isenhart. Nach häufigem Besitzwechsel wurde es  1806 dem Großherzogtum Baden zugeteilt. Im Zweiten Weltkrieg verlor Oberwittstadt über ein Fünftel seiner heutigen Bevölkerung. Der Pfarrer des Orts, Alois Beichert, wurde im April 1945 von SS-Leuten ermordet, nachdem auf dem Kirchturm für die herannahende US-Armee die weiße Fahne gehisst worden war. Am 1. Dezember 1971 schlossen sich Oberwittstadt und seine fünf Nachbargemeinden Merchingen, Hüngheim, Erlenbach, Ballenberg und Unterwittstadt zur Gemeinde Ravenstein zusammen, die 1974 das Stadtrecht erhielt. Somit tragen die ehemaligen eigenen Gemeinden nun den Titel „Stadtteil“ und Ravenstein den Titel „Stadt“.

## Sehenswürdigkeiten
- Die katholische Kirche St. Peter und Paul in der Ortsmitte stammt aus dem 18. Jahrhundert.
- Die außerhalb des Ortes gelegene Bonifatius-Nothelfer-Kapelle stammt aus dem 12. Jahrhundert. Ihr Altar mit einer Darstellung der 14 Nothelfer wurde 1456 geschaffen. Die Fenster der Kapelle gestaltete Peter Valentin Feuerstein.
- Das so genannte Heilighaus in der Ortsmitte wurde 1787 erbaut. Die Gründe, warum das Haus durch den Bauherrn Joseph Kilian so außergewöhnlich herrschaftlich gestaltet wurde, sind heute nicht mehr bekannt. Es erhielt seinen Namen von den langjährigen Besitzern im 19. und 20. Jahrhundert, der Familie Heilig.
- Das Aloysenhäusel, ein Tagelöhnerhaus von 1536/64, wurde in das Odenwälder Freilandmuseum versetzt.[4]

## Persönlichkeiten
- Johann Martin Gehrig (1768–1825), römisch-katholischer Geistlicher in Aub
- Benno Rüttenauer (1855–1940), Lehrer, Schriftsteller und Übersetzer
- Adalbert Gramlich (1892–1969), Politiker (CDU), Bürgermeister von Oberwittstadt